# Terthroptera eremosesia
Terthroptera eremosesia är en fjärilsart som beskrevs av Clarke 1971. Terthroptera eremosesia ingår i släktet Terthroptera och familjen spinnmalar. Inga underarter finns listade i Catalogue of Life.